# Fès-Boulemane
La regió de Fès-Boulemane (en àrab فاس بولمان) era una de les setze regions que formaven el Marroc abans de la reforma administrativa de 2015. Estava situada al nord del país, i la seva capital era Fes. Tenia una extensió de 19.795 km² i una població d'1.808.295 habitants (segons dades del 2014) que formen un 5,26% del total del país, dels quals aproximadament un milió es troben a la capital. Inclou una part de l'Atles Mitjà.
En 2015 l'antiga regió de Fes-Boulemane es va unir a la meitat nord de l'antiga regió de Meknès-Tafilalet, la prefectura de Meknès i les províncies d'el Hajeb, Ifrane i Midelt per formar la nova regió de Fes-Meknès amb Fes com a capital.

## Divisió administrativa
Les províncies que en formaven part són:
- Prefectura de Fes-Dar-Dbibegh
- Província de Moulay Yaâcoub
- Província de Sufruy
- Província de Boulemane

## Demografia
Segons el cens de 2004(RGPH), la regió de Fès Boulemane comptava, en l'aglomeració de Fès, 11 comunes urbanes i 5 centres emergents dins les comunes rurals:
- L'aglomeració de Fes (975507 habitants)
- La vila de Moulay Yaâcoub (3151 habitants).
- La vila de Bhalil (11638 habitants).
- La vila d'El Menzel (11465 habitants).
- La vila d'Immouzer Kandar (13725 habitants).
- la vila de Ribat El Khir (12654 habitants).
- La vila de Sefrou (63872 habitants).
- La vila de Boulemane (6910 habitants).
- La vila d'Immouzer Marmoucha (4001 habitants).
- La vila de Missour (20332 habitants).
- La vila d'Outat El Haj (13938 habitants).
- El centre de Guigou (7976 habitants).
- El centre d'Oulad Tayeb (5056 habitants).
- El centre de Skhinet (3317 habitants).
- El centre de Zaouiat Bougrine (3570 habitants).
- El centre d'Ain Cheggag (4286 habitants).